# ستايسي دوولي
ستايسي دوولي (بالإنجليزية: Stacey Dooley)‏ هي صحفية ومقدمة تلفزيونية بريطانية، ولدت في 9 مارس 1987 في لوتن في المملكة المتحدة.

## وصلات خارجية
- ستايسي دوولي على موقع IMDb (الإنجليزية)
- ستايسي دوولي على موقع قاعدة بيانات الفيلم (الإنجليزية)